# 추도우가시쥐
추도우가시쥐(Acomys chudeaui)는 쥐과에 속하는 설치류이다. 모리타니아와 모로코에서 발견된다. 자연 서식지는 암반 지역과 뜨거운 사막 지대이다. 카이로가시쥐의 이명으로 간주하기도 한다.